# Разговори са боговима
Разговори са боговима (енглеска верзија Words with Gods) је омнибус који је окупио девет реномираних светских редитеља.
У овом спектру веровања, Ворик Торнтон се бави абориџинском спиритуалношћу, Хектор Бабенко умбандом, Мира Наир хиндуизмом, Хидео Наката шинтоизмом, Алекс дела Иглесија католицизмом, Емир Кустурица православним хришћанством, Бахман Гобада исламом, а Гиљермо Аријага атеизмом.